# Solenopsis albidula
Solenopsis albidula é uma espécie de formiga do gênero Solenopsis, pertencente à subfamília Myrmicinae.